# Klaus Tietgens

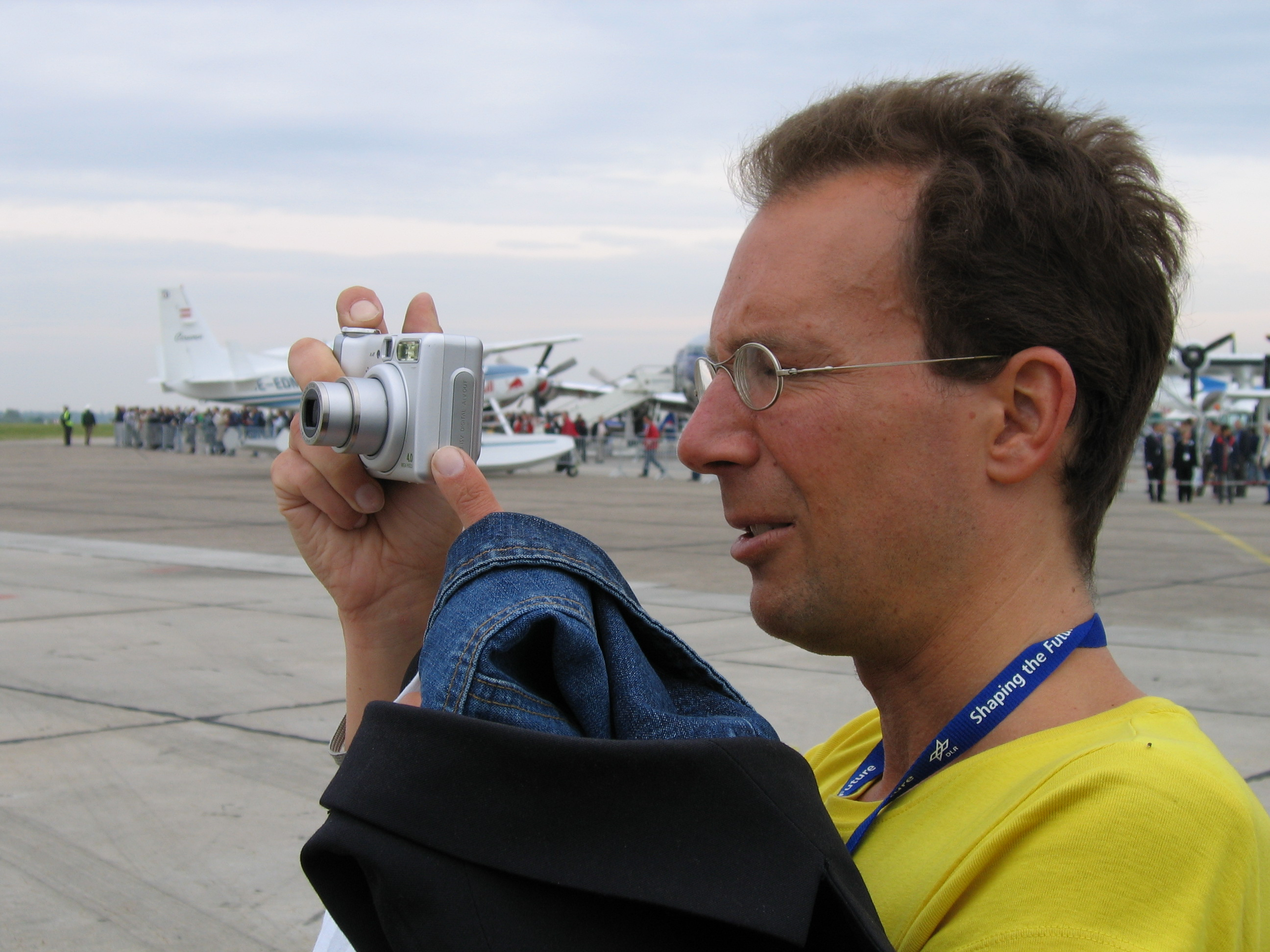
Klaus Tietgens auf der ILA 2005

Klaus Tietgens (* 25. September 1971 in Bremen) ist ein deutscher Journalist. Er ist technischer Redakteur im Bereich der historischen und aktuellen Landtechnik.

## Leben
Klaus Tietgens wuchs in Weyhe bei Bremen auf und begann 1990 mit einem Studium des Maschinenbaus an der Leibniz-Universität in Hannover. Im selben Jahr zog er in die Stadt an der Leine.
Gegen Ende seines Studiums begann er aktiv mit dem Verfassen von Büchern über historische Landmaschinen. Inzwischen gehört auch aktuelle Landtechnik zu seinem Repertoire. Ferner schreibt Klaus Tietgens für mehrere Zeitschriften.

## Werke
- Ritscher-Schlepper. Schwungrad-Verlag 1997, ISBN 3-9803185-4-0
- mit Armin Bauer und Andreas Lüttmann: Schlüter Schlepper – Prospekte. Schwungrad-Verlag 1998, ISBN 3-9803185-9-1
- Alle Traktoren von Schlüter. Verlag Klaus Rabe 1998/2002, ISBN 3-926071-21-4
- Alle Traktoren von Hanomag. Verlag Klaus Rabe 2000/2003, ISBN 3-926071-25-7
- mit K. H. Fischer: Schlüter in aller Welt – Zwei Bären auf Reisen. DLG Verlagsgesellschaft 2004, ISBN 3-7690-0619-4
- Schlüter Traktoren im Einsatz. Verlag Podszun-Motorbücher GmbH 2005, ISBN 3-86133-380-5
- mit K. H. Fischer: Schlüter in aller Welt – Zwei Bären auf Reisen. DLG Verlagsgesellschaft 2006, ISBN 3-7690-0665-8
- Die Fendt Geräteträger Chronik. Podzun, 2007, ISBN 3-86133-418-6
- Schlüter – Das Typenbuch. Geramond, 2009, ISBN 3-7654-7688-9
- Jahrbuch Traktoren 2010. Podzun, 2009, ISBN 3-86133-525-5
- Kramer – Das Typenbuch. Geramond 2010, ISBN 3-7654-7686-2

| Personendaten    | Personendaten        |
| ---------------- | -------------------- |
| NAME             | Tietgens, Klaus      |
| KURZBESCHREIBUNG | deutscher Journalist |
| GEBURTSDATUM     | 25. September 1971   |
| GEBURTSORT       | Bremen               |